# Cornopteris approximata
Cornopteris approximata är en majbräkenväxtart som beskrevs av W. M. Chu. Cornopteris approximata ingår i släktet Cornopteris och familjen Athyriaceae. Inga underarter finns listade.